# 古代東ユーラシア人
古代東ユーラシア人（こだいひがしユーラシアじん）または東ユーラシア人とは、主にアジア太平洋地域に居住した現生人類を指す。
集団ゲノム科学（英語: Population genomics）において、ヒトの遺伝的多様性（英語: Human genetic variation）の「東ユーラシア・クレード」に属する多様な集団の遺伝的祖先と系統的関係を記述するために用いられる用語であり、また、アフリカからの移住（>60kya）に続く初期後期旧石器時代（IUP）の波と関連づけることができる。

## 系統
現生人類集団に貢献した東ユーラシアの主な祖先系統には、以下のようなものがある：
- オーストララシア人系統 — オーストラリア、パプア、ニュージーランド、南太平洋の近隣の島々、フィリピンの一部からなる地域で、主に人類の集団形成に貢献した祖先集団を指す。現在のオーストラリア人、例えばパプア人やオーストラリア先住民、またフィリピンのネグリト人などが代表的である。
- 古代祖先南アジア人系統 — とは、主に南アジア先住民に貢献した祖先集団のことである。現代の南アジア人だけでなく、5,000年から1,500年前のインダス周辺部の人々も一部含まれる。パニヤ人やイルラ人のような南インドの部族集団の間で最も高い存在感を示す。遠縁のアンダマン人がこの系統を代表することがあり、不完全な代理人として機能しているが、アンダマン人は遺伝学的に「東アジアの基層人」田園洞人に近い[7][8]。
- 東アジアおよび東南アジア人系統 — 主に東アジアと東南アジア、オセアニア遠隔地の大部分、シベリアとアメリカ大陸に住む人類に貢献した祖先集団を指す。古代の田園洞人、ホアビン人（英語: Hoabinhian）の標本や現在の東アジア人、東南アジア人に代表される。

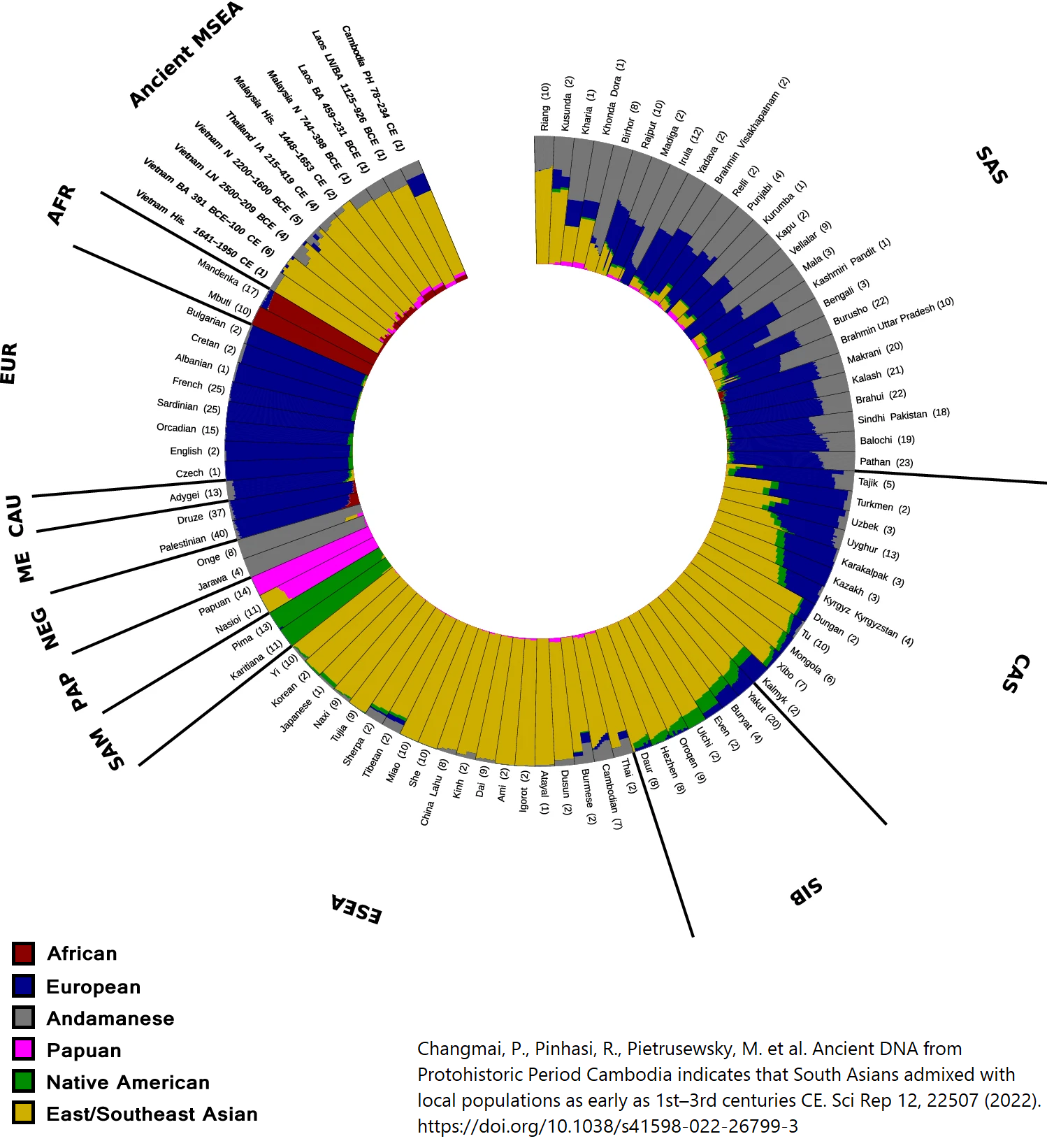
Changmaiら（2022年）による、選択された現代集団間の推定祖先構成要素。

オーストララシア系、古代南インド系、東アジア・東南アジア系は、非アジア系よりも互いに密接な遺伝的関係を示しており、合わせて「アジアに関連した祖先」の主要な枝となっており、この系統は、互いに40kya以上前に分岐した。しかし、オーストララシアの血統はオセアニア地域でより高い古代の混血を受けており、また、他のどの人類集団にも寄与していない、以前の人類の分散による「xOoA」混血を少量抱えている可能性もある。あるいは、オーストララシア人は、（田園洞人に代表される）「基層東アジア」源と、まだサンプリングされていないより深い東ユーラシアの系統との混血がほぼ均等であると言うこともできる:11。
チベット高原の古代の住民と現代の住民のゲノムには、サンプリングされていない深く分岐した東ユーラシアの系統の痕跡が観察される。現代のチベット人の祖先のほとんどは古代北部東アジア人（特に黄河流域の農耕民）に由来しているが、わずかではあるが、チベット高原の旧石器時代を代表するウスト・イシム人、ホアビン人/オンゲ族、田園洞人などの他の深く分岐した系統とは異なる、深く分岐した東ユーラシアの地域的な「ゴースト集団（英語:  Ghost population）」からの寄与も大きい。
より深い初期後期旧石器時代に関連する東ユーラシアの系統は、シベリアのウスト・イシム人、ヨーロッパ南東部のOaseとBacho Kiro洞窟の標本と関連しており、他のすべての東ユーラシアの集団から深く分岐した初期の内陸移動を表している。これらの深い東ユーラシアの集団は、ヨーロッパのGoyet洞窟標本へのわずかな寄与を除いて、後のユーラシアの集団には寄与しなかった。これらの東ユーラシア深部の系統間の正確な部分構造と関係は、まだよく解明されていない。

## 移住

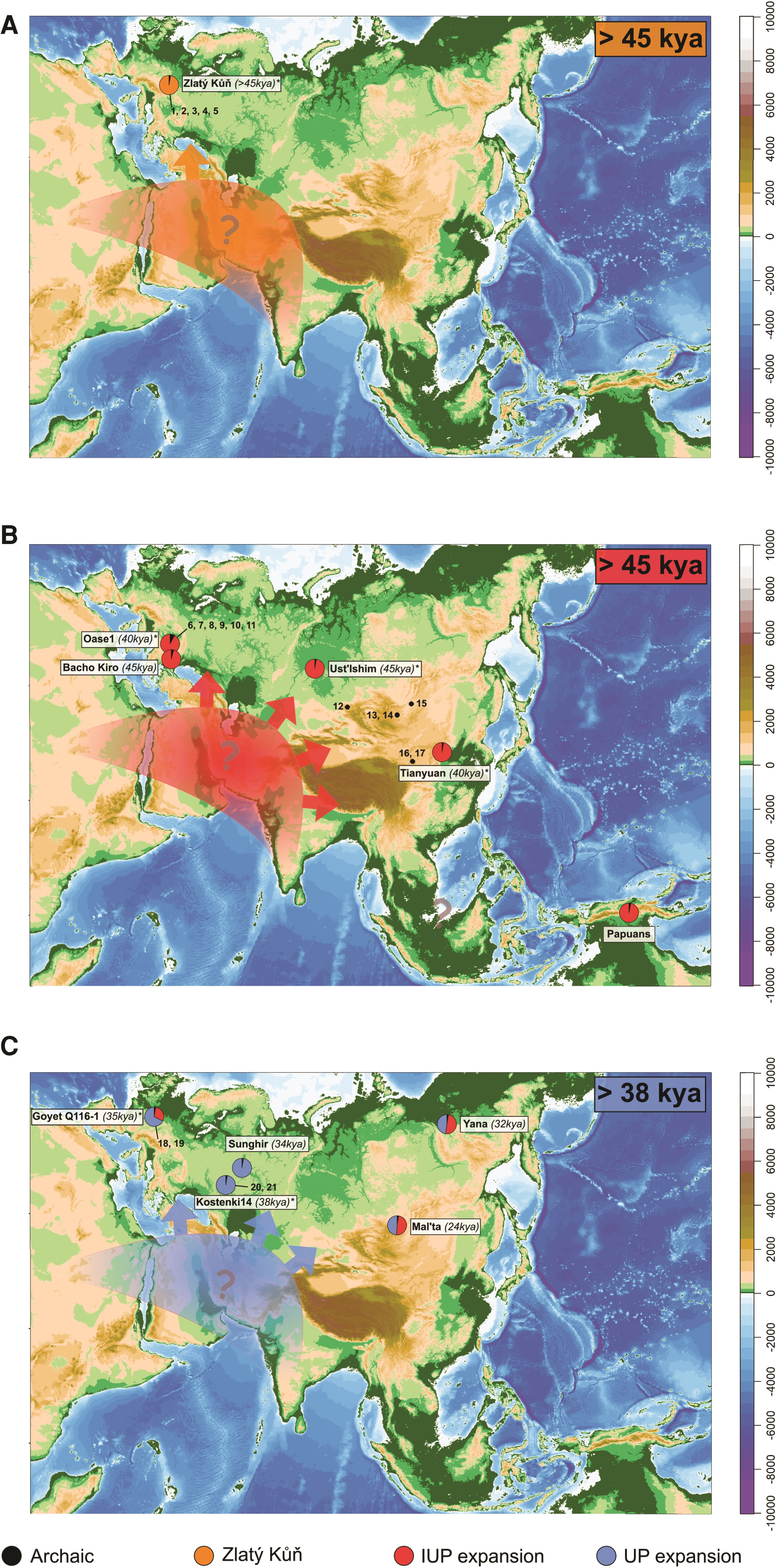
人口集団のハブOoAからユーラシアへの反復的拡大。ユーラシア大陸全域で45～40kaの年代を持つ代表的なサンプルは、初期後期旧石器時代に属する集団と一致する均一な遺伝的特徴と物質文化を持つ集団移動に帰属させることができる。

初期後期旧石器時代（IUP）の現生人類の移住の波は、集団のハブから星のような拡大パターン（45kya以上前）を経て拡大したことが示唆されており、東ユーラシア、オセアニア、アメリカ大陸の現生人類に広く祖先する「東ユーラシア」系譜に連なり、特に東アジア人、東南アジア人、シベリア先住民族、オーストラリア先住民族、パプア人、太平洋諸島民、そして部分的にはアメリカ先住民、南アジア人、中央アジア人に連なる。
中央アジアやヨーロッパで発見された標本に代表される初期後期旧石器時代の特定の集団、例えばウスト・イシム人(Ust'-Ishim)やバチョ・キロ(Bacho Kiro)、オアセ2(Oase 2)などは内陸ルートを利用したと推測されている。
これに対し、現代の東ユーラシアのすべての集団の祖先は南方拡散（英語: Southern Dispersal）を利用して南アジアを経由し、その後急速に分岐したと推測されている。

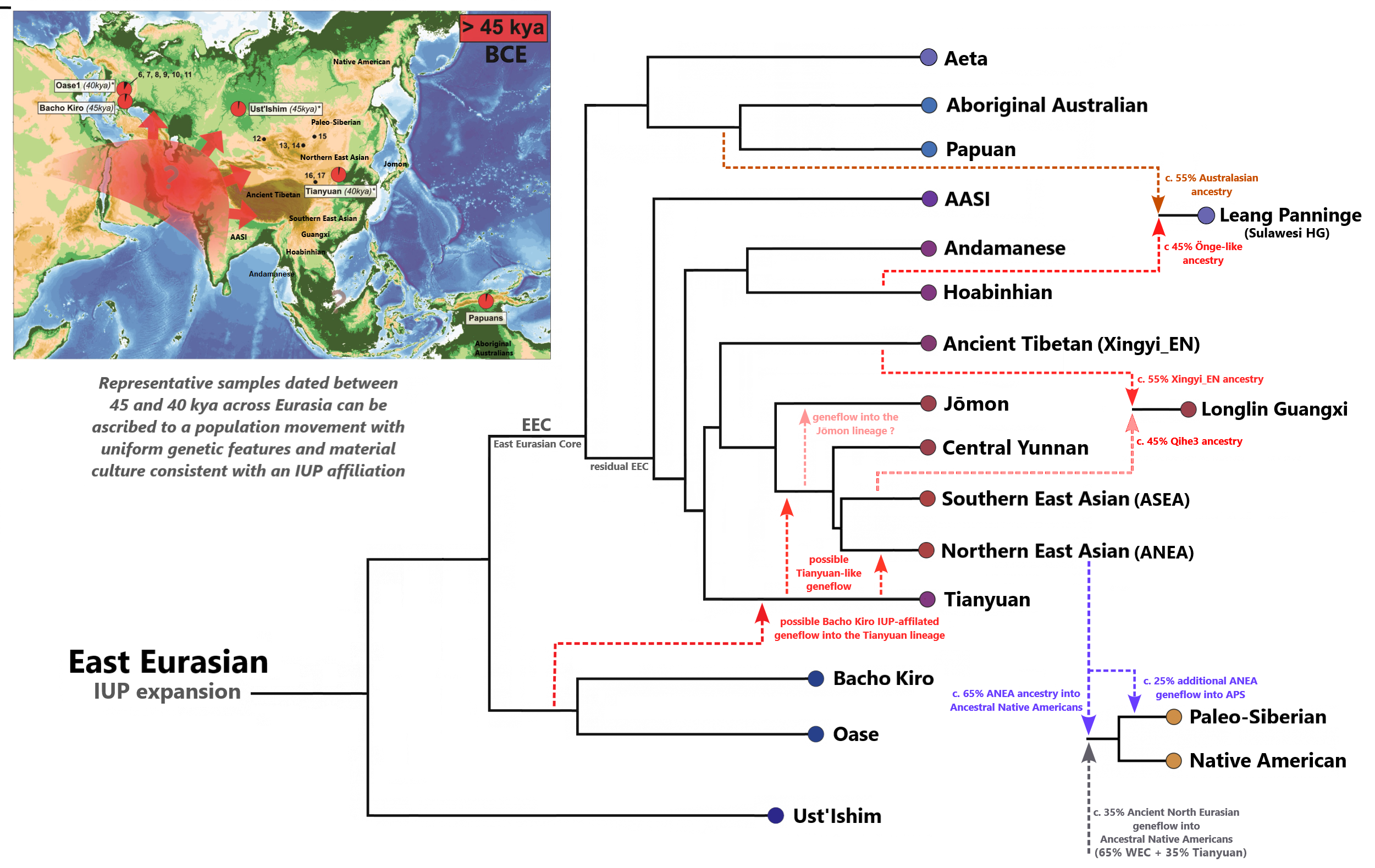
東ユーラシア集団の系統的部分構造の推定モデル。